# Бинненмас
Бинненмас (нидерл. Binnenmaas) — бывшая община в провинции Южная Голландия (Нидерланды). Была образована 1 января 1984 года путём объединения общин Пюттерсхук, Масдам, Мейнсхеренланд, Вестмас и Хейненорд. 1 января 2007 года была присоединена община 'с-Гравендел. 1 января 2019 года территория общины вошла в состав новой общины Хуксевард.